# Fernando Baril
Fernando Baril (Porto Alegre, 23 de maio de 1948 - 14 de agosto de 2023) foi um pintor e professor brasileiro.

## Biografia
Em 1959 estuda desenho e pintura com Vasco Prado (1914-1998). Organiza e expõe seus trabalhos na 1ª Feira de Artes Plásticas de Porto Alegre ocorrida em 1967. Na década de 70 tem suas primeiras experiências como professor de arte. Em 1973 com Xico Stockinger e Paulo Porcella, Baril estudou xilogravura e pintura no Atelier Livre da Prefeitura de Porto Alegre.
A partir de 1977 passa a dedicar-se à arte de maneira exclusiva. Nos primeiros anos da década de 80 passa a lecionar no Ateliê Encontro da Arte, orientando o Grupo Pigmento, composto por artistas que já haviam estudado com Baril. Começa sua graduação em arquitetura em 1971. Em 1978 se muda para a Espanha e conclui em 1980 sua pós-graduação em pintura e procedimentos pictóricos na Real Academia de Bellas Artes de San Fernando em Madri. Em 1982 faz cursos em Los Angeles no Estados Unidos e na década de 90 em Vancouver, no Canadá.
Em Nova Iorque (1988 a 1992), Baril passa do informalismo abstrato para um período de produções figurativas que se aproximam do surrealismo e que até hoje dão notoriedade a seu trabalho, fazendo uma crítica à sociedade de consumo, com seus absurdos, seus ícones e seus preconceitos. Em Porto Alegre, na década de 90, Baril atua no Museu de Arte do Rio Grande do Sul como professor de arte e como assessor do Grupo da Quinta. Em Novo Hamburgo, em 2001, ministra o curso de Criatividade e Técnica de Pintura no Estúdio Arte Integrada.
Fez muitas exposições individuais e participou de muitas coletivas, com destaque para o 2º Salão Brasileiro de Arte (1981), Arte Gaúcha Hoje (1982), 1ª Bienal Internacional Copy-Art (1985), Arte Sul 89 (1989), Queermuseu (2017). Recebeu vários prêmios. Em 2018 foi montada uma retrospectiva no Museu de Arte do Rio Grande do Sul.